# リサイタルシリーズ
『リサイタルシリーズ』は、1969年1月2日から同年3月13日までTBS系列局で放送されていたTBS製作の歌謡番組である。全11回。放送時間は毎週木曜 19:00 - 19:30 （日本標準時）。

## 概要
前番組『ヤマハヤングジャンボリー』からの引き継ぎコーナーである「アマチュアバンド」のコーナーと、本番組からのレギュラーコーナーである「今月の歌」のコーナーによって構成。毎回1人から2人の歌手をゲストに招いて行われていた。司会はミッキー安川と由美かおるが務めていた。